# Italian Open 2013 (теніс)
 Italian Open 2013 (також відомий під назвою Rome Masters 2013 and sponsored title Internazionali BNL d'Italia 2013) - тенісний турнір, що проходив на відкритих кортах з ґрунтовим покриттям Foro Italico в Римі (Італія). Це був 70-й турнір Italian Open. Належав до категорії Мастерс у рамках Туру ATP 2013 і Premier 5 в рамках Туру WTA 2013. Тривав з 13 до 19 травня 2013 року.

## Очки і призові

### Нарахування очок
| Дисципліна                 | П    | F   | SF  | QF  | 1/8 | 1/16 | 1/32 | Q   | Q2  | Q1  |
| Чоловіки, одиночний розряд | 1000 | 600 | 360 | 180 | 90  | 45   | 10   | 25  | 16  | 0   |
| Чоловіки, парний розряд    | 1000 | 600 | 360 | 180 | 90  | 0    | Н/Д  | Н/Д | Н/Д | Н/Д |
| Жінки, одиночний розряд    | 900  | 620 | 395 | 225 | 125 | 70   | 5    | 30  | 20  | 1   |
| Жінки, парний розряд       | 900  | 620 | 395 | 225 | 125 | 5    | Н/Д  | Н/Д | Н/Д | Н/Д |

### Призові гроші
| Дисципліна                 | П        | F        | ПФ       | ЧФ      | 1/8     | 1/16    | Round of 64 | Q2     | Q1     |
| Чоловіки, одиночний розряд | €501,700 | €246,000 | €123,900 | €62,950 | €32,700 | €17,235 | €9,305      | €2,140 | €1,090 |
| Жінки, одиночний розряд    | €343,548 | €171,774 | €85,835  | €39,548 | €19,597 | €10,065 | €5,173      | €2,871 | €1,484 |
| Чоловіки, парний розряд    | €155,400 | €76,060  | €38,150  | €19,580 | €10,120 | €5,340  | Н/Д         | Н/Д    | Н/Д    |
| Жінки, парний розряд       | €98,387  | €49,677  | €24,589  | €12,371 | €6,274  | €3,097  | Н/Д         | Н/Д    | Н/Д    |

## Учасники чоловічих змагань

### Одиночний розряд

#### Сіяні учасники
| Країна          | Гравець                | Рейтинг1 | Сіяна |
| --------------- | ---------------------- | -------- | ----- |
| Сербія          | Новак Джокович         | 1        | 1     |
| Швейцарія       | Роджер Федерер         | 2        | 2     |
| Велика Британія | Енді Маррей            | 3        | 3     |
| Іспанія         | Давид Феррер           | 4        | 4     |
| Іспанія         | Рафаель Надаль         | 5        | 5     |
| Чехія           | Томаш Бердих           | 6        | 6     |
| Аргентина       | Хуан Мартін дель Потро | 7        | 7     |
| Франція         | Жо-Вілфрід Тсонга      | 8        | 8     |
| Франція         | Рішар Гаске            | 9        | 9     |
| Сербія          | Янко Типсаревич        | 10       | 10    |
| Хорватія        | Марин Чилич            | 11       | 11    |
| Іспанія         | Ніколас Альмагро       | 12       | 12    |
| Німеччина       | Томмі Гаас             | 13       | 13    |
| Канада          | Мілош Раоніч           | 14       | 14    |
| Швейцарія       | Стен Вавринка          | 15       | 15    |
| Японія          | Кей Нісікорі           | 16       | 16    |

- Рейтинг подано станом на 6 травня 2013.

#### Інші учасники
Нижче наведено учасників, які отримали вайлд-кард на участь в основній сітці:
- Паоло Лоренці
- Потіто Стараче
- Маттео Віола
- Філіппо Воландрі

Нижче наведено гравців, які пробились в основну сітку через стадію кваліфікації:
- Карлос Берлок
- Сантьяго Хіральдо
- Андрій Голубєв
- Ернестс Гульбіс
- Ян Гаєк
- Андрій Кузнєцов
- Альберт Монтаньєс

Як щасливий лузер в основну сітку потрапили такі гравці:
- Лукаш Росол

#### Відмовились від участі
До початку турніру
- Томас Беллуччі
- Марді Фіш
- Флоріан Маєр
- Янко Типсаревич (бронхіт)
- Бернард Томіч (особисті причини)

Під час турніру
- Філіпп Кольшрайбер
- Стен Вавринка (травма стегна)

#### Знялись
- Ксав'є Малісс (травма правого зап'ястка)
- Енді Маррей (травма стегна)

### Парний розряд

#### Сіяні пари
| Країна   | Гравчиня             | Країна     | Гравчиня        | Рейтинг1 | Сіяна |
| -------- | -------------------- | ---------- | --------------- | -------- | ----- |
| США      | Боб Браян            | США        | Майк Браян      | 2        | 1     |
| Іспанія  | Марсель Гранольєрс   | Іспанія    | Марк Лопес      | 7        | 2     |
| Швеція   | Роберт Ліндстедт     | Канада     | Деніел Нестор   | 13       | 3     |
| Пакистан | Айсам-уль-Хак Куреші | Нідерланди | Жан-Жульєн Роєр | 16       | 4     |
| Білорусь | Макс Мирний          | Румунія    | Горія Текеу     | 18       | 5     |
| Індія    | Магеш Бгупаті        | Індія      | Роган Бопанна   | 21       | 6     |
| Австрія  | Александер Пея       | Бразилія   | Бруно Соарес    | 32       | 7     |
| Австрія  | Юрген Мельцер        | Індія      | Леандер Паес    | 43       | 8     |

- Рейтинг подано станом на 6 травня 2013.

#### Інші учасниці
Нижче наведено пари, які отримали вайлдкард на участь в основній сітці:
- Флавіо Чіполла /  Філіппо Воландрі
- Паоло Лоренці /  Потіто Стараче

#### Відмовились від участі
До початку турніру
- Ксав'є Малісс (травма правого зап'ястка)

## Учасниці жіночих змагань

### Одиночний розряд

#### Сіяні пари
| Країна     | Гравчиня           | Рейтинг1 | Сіяна |
| ---------- | ------------------ | -------- | ----- |
| США        | Серена Вільямс     | 1        | 1     |
| Росія      | Марія Шарапова     | 2        | 2     |
| Білорусь   | Вікторія Азаренко  | 3        | 3     |
| Польща     | Агнешка Радванська | 4        | 4     |
| КНР        | Лі На              | 5        | 5     |
| Німеччина  | Анджелік Кербер    | 6        | 6     |
| Італія     | Сара Еррані        | 7        | 7     |
| Чехія      | Петра Квітова      | 8        | 8     |
| Австралія  | Саманта Стосур     | 9        | 9     |
| Данія      | Каролін Возняцкі   | 10       | 10    |
| Росія      | Надія Петрова      | 11       | 11    |
| Росія      | Марія Кириленко    | 12       | 12    |
| Італія     | Роберта Вінчі      | 13       | 13    |
| Словаччина | Домініка Цібулкова | 15       | 14    |
| Сербія     | Ана Іванович       | 16       | 15    |
| США        | Слоун Стівенс      | 17       | 16    |

- Рейтинг подано станом на 6 травня 2013.

#### Інші учасниці
Нижче наведено учасниць, які отримали вайлд-кард на участь в основній сітці:
- Настасья Барнетт
- Карін Кнапп
- Флавія Пеннетта

Нижче наведено гравчинь, які пробились в основну сітку через стадію кваліфікації:
- Меллорі Бердетт
- Сімона Халеп
- Андреа Главачкова
- Матільд Жоанссон
- Анабель Медіна Гаррігес
- Гарбінє Мугуруса
- Мелані Уден
- Леся Цуренко

Як щасливий лузер в основну сітку потрапили такі гравчині:
- Лурдес Домінгес Ліно

#### Відмовились від участі
До початку турніру
- Мона Бартель
- Маріон Бартолі (травма ступні)
- Анджелік Кербер (травма живота)
- Таміра Пашек (респіраторна інфекція)
- Ярослава Шведова (травма правої руки)
- Гезер Вотсон (мононуклеоз)

Під час турніру
- Марія Шарапова (хвороба)

#### Знялись
- Марія Кириленко
- Катерина Макарова (травма лівого ахіллового сухожилля)
- Моріта Аюмі

### Парний розряд

#### Сіяні пари
| Країна    | Гравчиня             | Країна   | Гравчиня                   | Рейтинг1 | Сіяна |
| --------- | -------------------- | -------- | -------------------------- | -------- | ----- |
| Італія    | Сара Еррані          | Італія   | Роберта Вінчі              | 2        | 1     |
| Росія     | Надія Петрова        | Словенія | Катарина Среботнік         | 11       | 2     |
| Росія     | Катерина Макарова    | Росія    | Олена Весніна              | 13       | 3     |
| США       | Лізель Губер         | Іспанія  | Марія Хосе Мартінес Санчес | 25       | 4     |
| США       | Ракель Копс-Джонс    | США      | Абігейл Спірс              | 29       | 5     |
| США       | Бетані Маттек-Сендс  | Індія    | Саня Мірза                 | 35       | 6     |
| Німеччина | Анна-Лена Гренефельд | Чехія    | Квета Пешке                | 40       | 7     |
| КНР       | Ч Шуай               | КНР      | Чжен Цзє                   | 48       | 8     |

- Рейтинг подано станом на 6 травня 2013.

#### Інші учасниці
Нижче наведено пари, які отримали вайлдкард на участь в основній сітці:
- Настасья Барнетт /  Крістіна Макгейл
- Марія Елена Камерін /  Карін Кнапп
- Єлена Янкович /  Міряна Лучич-Бароні
- Флавія Пеннетта /  Світлана Кузнецова

Наведені нижче пари отримали місце як заміна:
- Каталіна Кастаньйо /  Маріана дуке-Маріньйо

#### Відмовились від участі
До початку турніру
- Катерина Макарова (травма лівого ахіллового сухожилля)

## Переможці та фіналісти

### Чоловіки. Одиночний розряд
- Рафаель Надаль —  Роджер Федерер, 6–1, 6–3.

### Одиночний розряд. Жінки
- Серена Вільямс —  Вікторія Азаренко, 6–1, 6–3

### Парний розряд. Чоловіки
- Боб Браян /  Майк Браян —  Магеш Бгупаті /  Роган Бопанна, 6–2, 6–3

### Парний розряд. Жінки
- Сє Шувей /  Пен Шуай —  Сара Еррані /  Роберта Вінчі, 4–6, 6–3, [10–8]